# Ander (släkt)
Ander är en svensk släkt vars medlemmar sedan slutet av 1800-talet byggt upp en av Sveriges största mediekoncerner och mest lönsamma tidningsföretag.
Familjen Ander och Anne-Marie och Gustaf Anders stiftelse för mediaforskning äger Nya Wermlands-Tidningens Aktiebolag, som är moderbolag i NWT-koncernen, en mediekoncern som ger ut elva tidningar, däribland Nya Wermlands-Tidningen, Skaraborgs Allehanda och Mariestads-Tidningen. Familjen Ander äger även 2,7 procent av Schibsted, samt 20 procent av Bergens Tidende.
Aktierna i bergens tidene är idag omvandlade till börsnoterade Polaris media, där NWT äger totalt 28.8%.
Dessutom äger NWT genom konsortiet PNV media, direkt 20% i stampen media. 70% ägs av Polaris media och 10% av VK media.
Familjen Ander har beskrivits som en typograffamilj som började från golvet och genom ett sekel av hårt arbete skapade en förmögenhet.
Släkten Anders ägande i svenska medier började då Ernst Ander 1914 köpte skuldtyngda Nya Wermlands-Tidningen för en krona, inklusive skulder. Tidigare hade han fungerat som tidningens tekniske ledare. Ernst Ander breddade sitt engagemang till att vara såväl direktör som chefredaktör. Ernsts son, Gustaf Ander, tog över ledarskapet för tidningen 1939 och under Gustafs ledning växte företaget till ett av landets mest framgångsrika tidningsföretag med stort ägande inom svensk landsortspress.
1986 tog Gustafs söner över ledningen av koncernen, med Lars Ander som företagets verkställande direktör och Staffan Ander som Nya Wermlands-Tidningens chefredaktör. Deras barn i sin tur är anställda på olika platser inom koncernen.

## Tidningar i NWT-koncernen[6]
- Arvika Nyheter
- Dalslänningen
- Filipstads Tidning
- Fryksdalsbygden
- Hjo Tidning
- Karlskoga-Kuriren
- Karlskoga Tidning
- Karlstads-Tidningen
- Mariestads-Tidningen
- Nya Kristinehamns-Posten
- Nya Lidköpings-tidningen
- Nya Wermlands-Tidningen
- Provinstidningen Dalsland
- Skaraborgs Allehanda
- Säffle-Tidningen
- Värmlands Folkblad